# Lez, Haute-Garonne
Lez är en kommun i departementet Haute-Garonne i regionen Occitanien i södra Frankrike. Kommunen ligger i kantonen Saint-Béat som tillhör arrondissementet Saint-Gaudens. År 2018 hade Lez 59 invånare.

## Befolkningsutveckling
Antalet invånare i kommunen Lez
Referens:INSEE